# Mycoremédiation
La mycoremédiation (parfois aussi appelée fongoremédiation) est l'ensemble des techniques utilisant une ou plusieurs espèces de champignons pour épurer un milieu (eau, air, sol) ou un substrat de culture d'un ou plusieurs polluants ou éléments chimiques indésirables. C'est une technique initialement promue par Paul Stamets et d'autres mycologues qui préconisent de développer la culture de champignons, et qui considèrent la fungiculture comme une source importante de nourriture et de molécules utiles pour le futur, mais aussi comme un moyen d'améliorer les techniques de bioremédiation. Ils pensent que les champignons peuvent aussi jouer un rôle très important dans le domaine de la dépollution ; en accompagnement de la phytoremédiation ou de l'utilisation de divers microorganismes ; utilisés seuls ou en association épuratrice…
Cette technologie environnementale fait partie des techniques dites de bioremédiation et est parfois classée parmi les techniques de phytoremédiation, improprement car les champignons ne sont pas des plantes. Quand il s'agit dépurer de l'eau, de l'air ou un autre fluide, on parlera plus précisément de mycofiltration. Si l'opération se passe dans un bioréacteur, celui-ci peut être qualifié de biofiltre.
La mycoremédiation est nouvelle en tant que concept scientifique et technique, mais elle est en fait utilisée depuis des millénaires dans les processus de compostage.
La mycoremédiation est ainsi utilisée dans le domaine des biotechnologies dites « vertes », qui sont les biotechnologies liées à l'agriculture, l'environnement…

## Étymologie
Le mot « mycoremédiation » est un néologisme créé par Paul Stamets à partir du grec « mycos» = champignon, et du latin « remedium » = rétablissement de l'équilibre, remédiation.

## Principe
La technique utilise deux des capacités des mycéliums :
- capacité à intimement coloniser le sol, des cadavres, des excréments contaminés (tant que le contaminant n'est pas fongicide)[1] ;
- sécrétion extracellulaire d'enzymes et d'acides capables de décomposer des molécules très stables telles que la lignine et la cellulose, les deux principales composantes de la fibre végétale. Certains champignons sécrètent des enzymes capables de dégrader d'autres composés organiques également composés de longues chaînes de carbone et d'hydrogène, structurellement proches de nombreux polluants organiques[1].

La mycoremédiation repose sur la connaissance de l'affinité marquée de certains champignons pour certains polluants.

## Intérêt et avantages
L'intérêt de la mycoremédiation est technique mais aussi économique ; il s'agit d'épurer un milieu en y captant ou détruisant un produit toxique ou indésirable, comme on peut le faire avec d'autres solutions techniques physico-chimiques, mais souvent bien moins couteusement qu'avec ces dernières. 
La mycoremédiation s'apparente pour sa méthode et ses moyens à la phytoremédiation ou à l'utilisation de bactéries. 

Les champignons existants ne pouvant théoriquement être brevetés, ils peuvent être utilisés dans les pays pauvres à moindre coût que d'autres techniques demandant le versement de royalties à ses inventeurs ou ayants droit du brevet.
Certains champignons, dans certaines conditions qu'on peut chercher à reproduire dans des bioréacteurs semblent capable de dégrader ou d'accélérer la dégradation de composés organiques toxiques réputés très stables (dioxines ou PCB, ou certains pesticides par exemple) ou très toxiques (On a par exemple trouvé des souches capables de dégrader deux gaz de combat utilisés comme arme chimique : le gaz neurotoxique VX et le sarin).
Efficacité
Pour certains polluants, la mycoremédiation pourrait agir plus efficacement et plus rapidement (à coûts égaux ou moindres) que via la phytoremédiation ou l'usage de bactéries. Ce semble être par exemple le cas des hydrocarbures et de nombre de leurs dérivés.
Contrairement aux traitements chimiques ou électriques, les coûts de la mycoremédiation sont faibles et ne laissent a priori pas de séquelles négatives sur les sols (au contraire, ces derniers en sont fonctionnellement et structurellement améliorés)

## Limites
La culture des mycéliums dans le sol ou dans un biofiltre demande, pour de nombreuses espèces de champignons, des conditions thermo-hygrométriques, certains apports en oligo-éléments, nutriments ou régulateurs de pH et d'autres conditions d'environnement  encore mal comprises (ex. : probables synergies entre plusieurs champignons, ou avec des bactéries accélérant la dégradation de composés nocifs ou nécessaires à celle-ci).
Certains toxiques, parce qu'ils ont une action fongicide sont inaccessibles à la mycoremédiation (hormis si l'on utilise des souches résistantes).
Dans le cas de fongocultures à vocation épuratoire pratiquées en plein air, il faut aussi prendre certaines précautions afin que les carpophores ou fructifications souterraines (dans le cas de champignons de type truffe, elaphomyces, etc.) ne soient pas mangées par des humains ou des animaux, qui risqueraient alors de gravement s'intoxiquer.
Le Processus de Dégradation : Connaître les Molécules Mères et les Risques des Molécules Filles
Les champignons, en particulier ceux qui sont utilisés pour la mycoremédiation, peuvent décomposer les longues chaînes carbonées des hydrocarbures, transformant ainsi les molécules mères en sous-produits plus simples. Toutefois, bien que les structures chimiques des molécules mères soient relativement bien comprises, les produits de leur dégradation, appelés molécules filles, restent encore largement inconnus. Ce manque de connaissance suscite des inquiétudes, car certaines de ces molécules filles peuvent être tout aussi, voire plus, toxiques que les composés d’origine. Leur potentiel danger pour l’environnement et la santé humaine demeure une zone d’incertitude qui exige une surveillance continue lors de l’utilisation de champignons pour la dépollution.
L’Asymptote de la Dépollution : Vers une Efficacité Limitée
Il est crucial de comprendre que la dépollution des sols ne mène jamais à un résultat zéro. En effet, l’objectif de cette démarche est plutôt d’atteindre une asymptote, c’est-à-dire un niveau de dépollution proche de la perfection, mais impossible à atteindre complètement. En France, cette réalité est telle que les sols considérés comme dépollués ne sont pas réutilisés à des fins agricoles ou urbaines, car ils contiennent encore des traces résiduelles de polluants. Toutefois, dans un cadre industriel fermé, un acteur peut dépolluer un sol pour le réutiliser sur le même site, tant que la contamination résiduelle reste en dessous des seuils définis pour la réutilisation.
La Variabilité des Polluants : Un Savoir-Faire Essentiel
Les sols contaminés par des hydrocarbures, mais aussi par des métaux lourds, varient considérablement en fonction de leur historique de pollution, de leur composition et de leur localisation. Ce qui fonctionne sur un sol donné ne sera pas forcément efficace sur un autre, même si les polluants en question semblent similaires. Ainsi, le traitement des sols pollués nécessite un savoir-faire spécifique et une approche personnalisée, adaptée aux particularités de chaque site. Un traitement standardisé pourrait ne pas être suffisant pour obtenir des résultats optimaux.

## Exemple d'utilisation et expérimentations

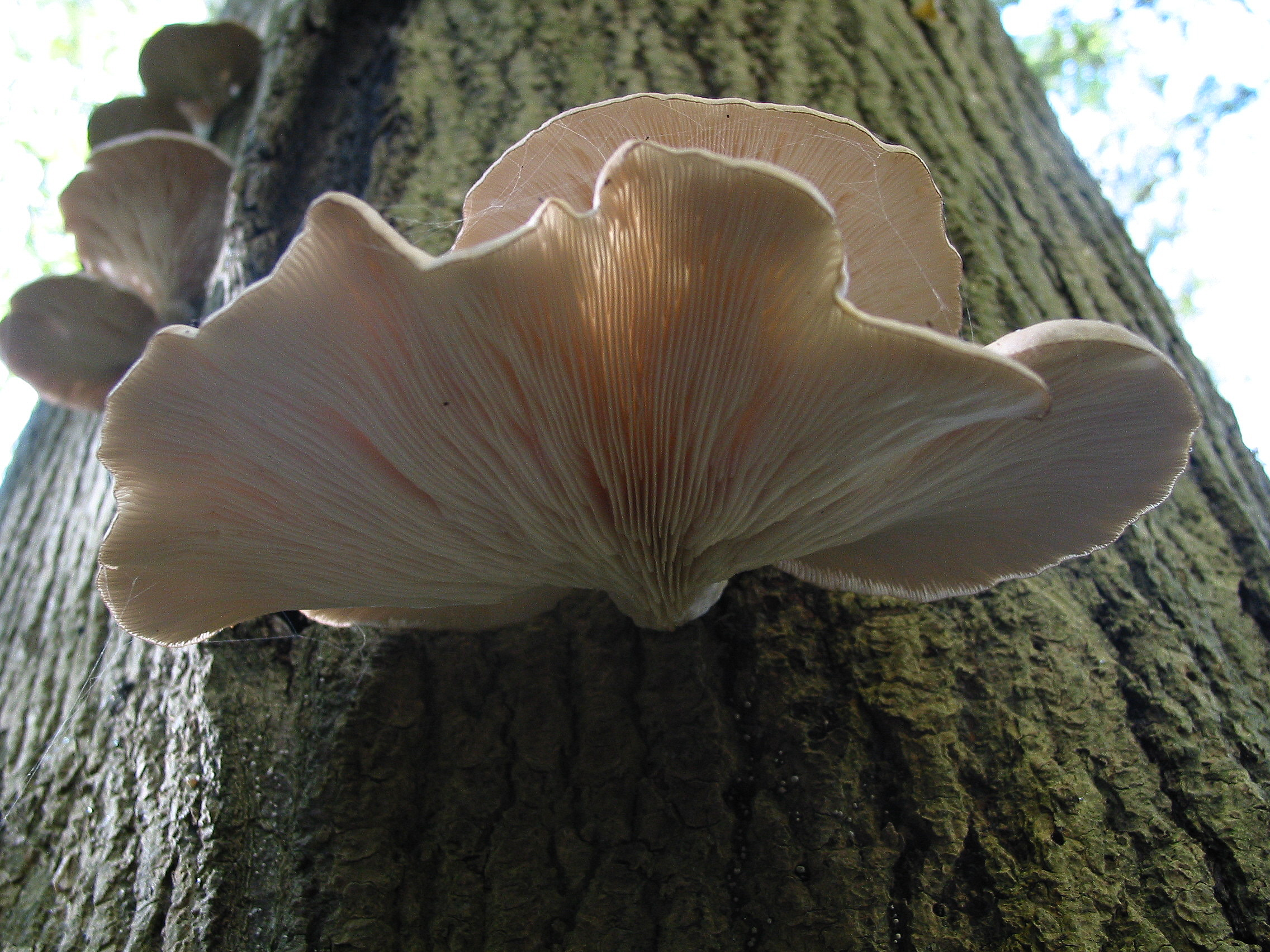
Le Pleurote en huître est un champignon dont le mycélium s'est montré capable de « casser » les chaines de carbone des molécules de pétrole dans un substrat pollué

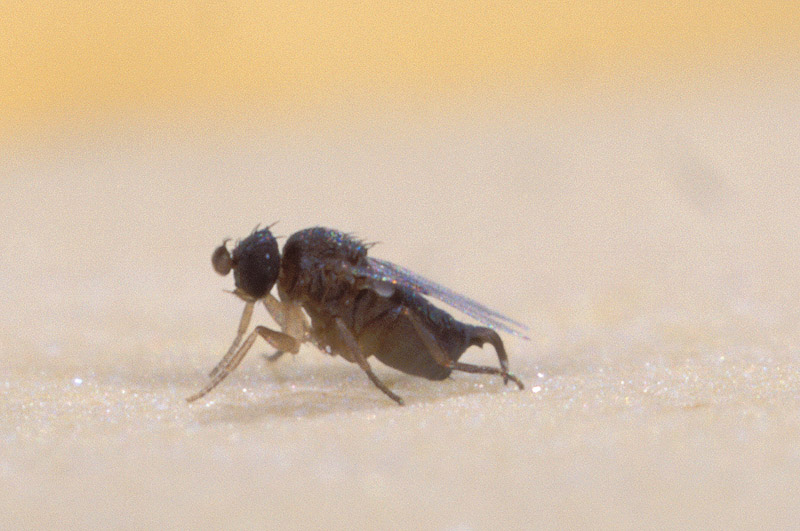
Les phorides font partie des invertébrés se nourrissant par milliers des carpophores en fin de vie, contribuent ainsi au cycle du carbone. Certains phorides sont particulièrement utiles aux équilibres écologiques (en parasitant par exemple les fourmis de feu, introduites aux États-Unis et devenues très invasives.

Un échantillon de sol contaminé par du fioul a été ensemencé avec un mycélium de Pleurote en huître (champignon dont la culture est aujourd'hui bien maîtrisée) alors qu'une bioremédiation plus « traditionnelle » (c'est-à-dire par des bactéries ou des produits chimiques) était pratiquée sur des échantillons de contrôle identiquement pollués. Les tas ont été ensuite bâchés. Après seulement quatre semaines, le tas de terre polluée et ensemencé était couvert de Pleurotes dont certains mesuraient 12 pouces (30 cm) de diamètre. Et plus de 95 % du nombre des HAP (hydrocarbures aromatiques polycycliques) initialement présents étaient détruits, et les champignons ne contenaient pas de HAP, ce qui signifie que dans ce cas les HAP avaient bien été dégradés (a priori en CO2 et en vapeur d'eau) et non qu'ils ont simplement été déplacés et concentrés par les pleurotes. Les auteurs précisent qu'après 8 semaines, les carpophores des champignons ont produit leurs spores et ont commencé à pourrir ce qui a attiré un grand nombre de mouches (principalement de la famille des Sciaridae et Phoridae) et d'autres invertébrés mangeurs de champignons venant se gorger de spores, qu'ils contribuent à diffuser). Ces invertébrés ont à leur tour attiré des oiseaux, ce qui fait que le tas de terre traité par les champignons grouillait de vie et évoquait une oasis, alors que les autres semblaient morts.
Par hasard lors d'une autre expérience, impliquant un autre champignon trouvé dans une forêt ancienne, Paul Stamets et son équipe ont observé que ce champignon développait une « colonie » d'entités cristallines sur le front de croissance de son mycélium. cette structure se désintègre quand elle rencontre des bactéries E. coli, en envoyant un signal chimique au mycélium-père qui, en réponse, génère une structure macrocristalline qui attire les bactéries motiles par milliers. L'activité de ces bactéries est alors inhibée par le champignon et le mycélium « mange » ensuite les E. coli en les éliminant de son environnement, ce qui contribue aussi à l'épuration du sol.
Des zones tampons (berges naturelles, bandes enherbées, ripisylves) sont recommandées le long des cours d'eau (en Amérique du Nord et dans différents pays. Elles sont même depuis les années 2000 maintenant localement obligatoires en France, à la demande de l'Europe, mais aussi en tant que zone tampon ou substitut à un corridor biologique dans la trame verte et bleue). Pour Paul Stamets et son équipe, ces zones n'auront un rôle efficace de filtration et d'épuration que si des mycéliums colonisent partout les premiers centimètres de leur sol. Les zones tampons couvertes par une mosaïque de zones enherbées et de boisements multi-étagés et d'arbustes où de nombreux débris tombent sur le sol en nourrissant les champignons sont les plus épuratrices, car abritant et entretenant un tapis de mycéliums durablement apte à filtrer et décomposer de nombreux toxiques organiques et certains microbes. Les zones rivulaires mycologiquement les plus riches sont plus fraîches, attirent plus d'insectes dont les larves ou descendants nourriront les poissons et amphibiens, en favorisant aussi la vie de nombreux oiseaux et chiroptères. Quand ces zones rivulaires ont atteint un « plateau de complexité écologique », elles deviennent autonomes (système auto-catalytique). Paul Stamets s'étonne qu'on ne mentionne pas plus souvent l'importance vitale des champignons dans les zones tampons de corridors écologiques telles que les cours d'eau, sans parler de l'introduction ciblée de colonies mycéliales qui permettraient de mieux protéger ou restaurer des bassins hydrographiques entiers. L'usage croissant par l'agriculture intensive des pesticides (dont fongicides) depuis plusieurs décennies, associé à un déficit chronique en matière organique a hélas et justement contribué à fortement réduire la présence des mycéliums et champignons dans les parcelles agricoles cultivées.
Cette méthode, comme celle consistant à périodiquement enrichir le sol superficiel en mycélium via à l'apport de bois raméal fragmenté est ingénieuse et simple dans sa conception, et idéale pour de nombreux polluants organiques. Les mycéliums et carpophores ou fructifications souterraines de champignons peuvent cependant fortement bioaccumuler des toxiques non biodégradables (métaux lourds ou métalloïdes provenant du ruissellement urbain ou routier, de la pollution industrielle, agricole ou des plombs de chasse) ; elle peut alors contribuer à localement (re)contaminer le réseau trophique, via la bioturbation.
La mycofiltration est un complément naturel à la machine vivante épuratrice (Living Machine) de John Todd qui reproduit un écosystème estuarien ou de lagune (lagunage naturel) pour décomposer des déchets organiques, éventuellement toxiques. Paul Stamets estime que le mariage de cette technique avec celle utilisant des mycéliums de champignon pourrait résoudre à court terme, certains des plus grands défis menaçant notre biosphère, voire contribuer à un « nouveau paradigme pour le 21e siècle » donnant un sens au mot « soutenabilité ».
Le Traitement ex situ de sédiments contaminés, par des champignons vivants est expérimenté, et selon Thomas, utilisable non seulement pour épurer une partie des centaines de millions de tonnes de sédiments pollués annuellement curés dans les canaux et eaux douces, mais aussi dans les ports, même pour des sédiments salés et contenant jusqu'à 70 % d'eau, et à la fois pollués par des métaux, des hydrocarbures et des PCB, comme le montrent les tests faits sur des sédiments curés dans le port de Norfolk (Connecticut). 20 % de ces sédiments avaient été enrichis de copeaux de bois ensemencés avec une souche de champignon sélectionné pour son aptitude à la mycoremédiation de ce type de milieu. L'apport se faisait par simple dépôt en couche, ou par mixage, et le temps de « bio-réaction » était de 16 semaines. Cette technique pourrait être utile pour sécuriser les « sédimatériaux » que les ports cherchent à valoriser économiquement. D'autres expériences sont en cours.
Le laboratoire des sciences de la mer, de la fondation Battelle (fondation nord-américaine à but non lucratif s'étant donné pour mission d'utiliser la science pour améliorer la santé environnementale et améliorer la santé des écosystèmes marins). Depuis les années 1990, il  travaille notamment sur la bioremédiation et le traitement de certains déchets toxiques ou de la démilitarisation d'armes chimiques. Sous la direction du Dr Jack Word il a expérimenté différentes souches de champignons provenant de la banque de gènes de Paul Stamets, dont bon nombre ont été obtenus grâce des collectes de spécimens lors de randonnées dans les forêts anciennes des chaînes montagneuses Olympic Mountains et des Cascades.
L'équipe a déposé une demande de brevet pour un tapis « mycélial » adapté à la biorestauration d'eaux polluées par « mycoremédiation ».
Divers champignons sont connus pour leur capacité à biodégrader (en incubateur) le benzo(a)pyrène, dont par exemple certaines souches de Penicillium cnaescens, Cladosporium cladosporioides, Fusarium solani et Talaromyces helicus).

## Quels sont les champignons les plus efficaces
Ces techniques étant encore jeunes, peu de champignons ont été testés, et leur potentiel est sans doute très sous-estimé,. 

Paul Stamets estime que les champignons xylophages ou saproxyliques (qui dégradent le bois mort) semblent particulièrement efficaces dans la dégradation de polluants aromatiques (composants toxiques de nombreux hydrocarbures et HAP, mais aussi pour décomposer de composés organochlorés, dont certains pesticides persistants et des toxiques de combat utilisées dans des armes chimiques). La plupart des champignons connus pour être efficaces dans la dégradation des polluants appartiennent aux embranchements des ascomycètes (Ascomycota) et des basidiomycètes (Basidiomycota), mais d'autres groupes et espèces ou souches sont encore sans doute à découvrir ou tester.

Il semble évident et naturel que la communauté microbienne contribue (comme elle le fait dans la nature) à l'efficacité des champignons en matière de décomposition des contaminants organiques qui finissent dégradés en dioxyde de carbone et en eau. Les champignons favorisent souvent le travail des bactéries qui utilisent le mycélium « comme une sorte de réseau routier à travers lequel elles peuvent circuler ».  À l'avenir des associations fongo-bactériennes pourront probablement encore améliorer l'efficacité de la mycoremédiation.

## Le cas des produits non biodégradables
Les champignons, comme les plantes et n'importe lequel de tous les êtres vivants connus ne peuvent dégrader (biodégradation) que de la matière organique, des molécules issues de la chimie organique ou certains minéraux complexes mais en aucun cas des toxiques inorganiques (éléments traces métalliques (ETM) tels que les métaux lourds ou des métalloïdes, éventuellement radioactifs. Certains champignons peuvent néanmoins, via leurs mycéliums (là où ces derniers peuvent coloniser le milieu ou avoir accès à l'eau interstitielle polluée), extraire un ou plusieurs de ces métaux lourds du milieu, et les concentrer dans leur fructification (le « chapeau » du champignon). Ce procédé demande un temps supérieur aux techniques industrielles mais ne nécessite pas ou très peu d'intrants chimiques, biologiques ou énergétiques.

## Principe de la mycoremédiation
Elle repose essentiellement sur les interactions entre le champignon et ses métabolites, le sol ou l'eau et éventuellement des plantes ou micro-organismes participant aux cycles en jeu.
Champignons, plantes et micro-organismes ont coévolué pour disposer d’une stratégie à bénéfices mutuels leur permettant de gérer la toxicité naturelle de certains milieux. Ces processus peuvent être utilisés pour la bioremédiation. Les champignons symbiotes de nombreuses plantes étendent considérablement leur rhizosphère (le volume de sol soumis à l'influence de l'activité racinaire).

### Principe de décontamination
Il est double et peut être résumé de la manière suivante :
- les champignons peuvent absorber de nombreux contaminants. Certains (métaux tels que le plomb, le mercure, le cadmium, le zinc), ou certains radionucléides (tels que le césium issu des retombées de la catastrophe de Tchernobyl) seront simplement transportés et/ou stockés dans le mycélium ou la fructification. En éliminant les parties du champignon où le polluant s'est accumulé on décontamine le milieu en question [20];
- d'autres composés (organiques, organométalliques ou organominéraux, xénobiotiques ou non) seront métabolisés et transformés en produits généralement moins toxiques ou moins persistants. Seuls les champignons évolués peuvent aujourd'hui jouer ce rôle[20].

Ce peut être dans certains cas un des éléments d'une bonne phytorestauration (technique visant la restauration complète de sols pollués vers un état proche du fonctionnement d'un sol naturel (Bradshaw 1997). Enrichir le sol en champignons microscopiques ou évolués (par un apport en bois raméal fragmenté (BRF), en paille, fumier, ou en matière organique non dégradée, peut contribuer à améliorer sa capacité productive du sol via la phytostimulation (essentiellement localisée dans la rhizosphère, elle dope les activités microbiennes favorables à la dégradation des polluants. Cet aspect, quand il a été étudié, a été constaté chez tous les hyperaccumulateurs ;
- la mycoremédiation, comme la phytoremédiation est limitée en surface et en profondeur à la zone susceptible d'être colonisée par le mycélium ou aux volumes d'eaux interstitielles susceptibles d'être captées par ces mêmes mycéliums (Cependant certains polluants ne migrent verticalement que lentement et restent donc longtemps accessibles aux champignons, dans la couche de sol supérieure (c'est le cas du plomb par exemple, sauf si le sol est très acide, drainant et pauvre en complexes argilohumiques)[21].

L'adjonction de chélateurs ou d'autres substances pourraient doper ces techniques (pour les pollutions inorganiques comme les ETM), mais ce domaine est encore émergent et demande plus de R&D.

## Hyperaccumulateurs et interactions biotiques
Les champignons sélectionnés pour la myco-extraction doivent être choisis pour leur capacité à extraire des volumes importants de polluants du milieu où on les cultivera. Ils sont dits hyperaccumulateurs. On peut parfois directement les trouver sur des sites pollués par le polluant qu'on cherche à éliminer ou sur le site même que l'on veut traiter.

## Enjeux sociétaux
L’importance accordée à la bien portance des sols dépend du positionnement des acteurs, des connaissances et savoir-faire disponibles, de la culture locale et d’autres règles sociales informelles.
Il n'y a pas de seuil limite de concentration de polluant dans le sol, l'évaluation de la pollution des sols acceptable se fait en fonction du risque sanitaire et environnemental, donc en fonction des usages. Par exemple un sol utilisé pour le secteur résidentiel devra répondre à des critères plus stricts qu'un sol utilisé par l'industrie.
Un enjeu de mémoire collective est inhérent à la dépollution des sols : pour pouvoir identifier les polluants présents dans les sols, il est nécessaire de retracer l'histoire industrielle du territoire. Ainsi les sources de pollutions sont inscrites dans des bases de données par les pouvoirs publics, pour assurer cette mémoire collective.
Les champignons utilisés par la mycoremédiation décomposent les chaines hydrocarburées en molécules plus petites mais de toxicité inconnue, l'utilisation de cette technique de dépollution des sols peut donc se révéler inefficace et représenter un risque sanitaire

### Lebiofilm
Voir aussi articles correspondants sur le biofilm.

## Dans la littérature non scientifique
Le concept de mycoremédiation a été exploré dans le film de 1984 Nausicaä de la vallée du vent, où de vastes étendues de forêts de champignons réhabilitent la planète après une catastrophe polluante et une apocalypse.

### Sources
- (en) Paul Stamets (non daté) Helping the Ecosystem through Mushroom Cultivation (Aider les écosystèmes en cultivant des champignons). Adapté de Paul Stamets, 1998, « Earth's Natural Internet », Whole Earth Magazine, automne 1999.
- (en) S. A. Thomas, « Mushrooms: Higher Macrofungi to Clean Up the Environment »(Archive.org • Wikiwix • Archive.is • Google • Que faire ?), Battelle Environmental Issues, Fall 2000. (Des champignons supérieurs pour nettoyer l'environnement)